# Bundesstraße 504
Pour les articles homonymes, voir Route 504.
La Bundesstraße 504 est une Bundesstraße du Land de Rhénanie-du-Nord-Westphalie.

## Géographie
La Bundesstraße 504 relie Kranenburg à Goch. Les deux extrémités se trouvent sur la Bundesstraße 9. La B 504 est une route alternative à la B 9 sans passer par la ville de Clèves. Dans la partie nord, les deux routes fédérales suivent le même itinéraire. Au sud de Kranenburg, la B 504 traverse une vaste zone forestière inhabitée jusqu'à la frontière néerlandaise. La liaison entre les Pays-Bas et l'Allemagne se fait par la N291, reliant la commune de Gennep. Dès lors, la B 504 se dirige vers le sud-est et relie des villages plus petits avant que la B 9 ne soit atteinte peu avant Goch et que la B 504 ne se termine. La ville est accessible par l'Asperdener Straße.

## Histoire
La Bundesstraße 504 est établie au début des années 1970.

## Source
- (de) Cet article est partiellement ou en totalité issu de l’article de Wikipédia en allemand intitulé « Bundesstraße 504 » (voir la liste des auteurs).

1. ↑  (de) « Bundesstraße 504 nach Unfall gesperrt », sur Die Welt, 2017 (consulté le 27 juillet 2022)